# Felice Lodron
Felice Lodron (1537 – 1584) è stato un militare italiano, conte della famiglia dei Lodron detti di Castellano e governatore del Feudo di Castellano.

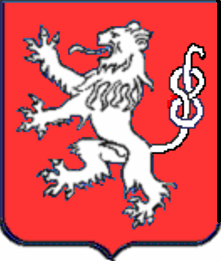
Stemma dei Lodron

Seguì la carriera militare, già nel 1552 era capitano al servizio di Ippolito Sforza e dell'Impero. Nel 1570 era a Manfredonia, luogotenente a combattere per la Spagna. In Puglia era assieme al più giovane fratello Agostino, anche lui soldato e che morì sulla strada di ritorno, nei pressi di Ferrara. Il suo corpo fu poi trasportato a Villa Lagarina da Felice e sepolto nella tomba di famiglia.

## Storia
Felice Lodron, nato da Agostino Lodron e Maddalena Bagarotta Lodron, si sposò, non più in verde età, con Orsola Sairing da Riet da cui ebbe Giustina Lodron, nata nel 1575, a Morsasco in Piemonte, dove Felice si trovava luogotenente impegnato in guerra.
A Castellano alla coppia nacque nel 1577 Federico Lodron e nel 1580 Girolamo Lodron. I tre figli di Felice muoiono a pochi anni di vita. A Castellano e, probabilmente non solo, Felice lasciò alcuni figli illegittimi.
Il feudo di Castellano passò al fratello di Felice, don Antonio.